# Resistenza passiva
Le resistenze passive nell'ambito dell'ingegneria meccanica sono le differenze di rendimento che derivano dall'attrito nelle sue varie forme, come attrito per strisciamento, rotolamento, mediato, oppure dovute alla resistenza del mezzo, o ancora alla rigidezza dei flessibili o a fenomeni di urto.

## Attrito diretto
Nella gamma di resistenze passive, nelle macchine hanno particolare importanza, quelle che, manifestandosi tra i membri di una coppia, si oppongono al moto relativo di un membro rispetto ad un altro.
Il contatto è generalmente ipotizzato puntiforme, a meno di rotolamento con urti o di non poter trascurare la rugosità delle superfici di contatto.
È importante tenere presente la presenza delle resistenze passive, poiché influiscono direttamente nel rendimento di una macchina (rapporto tra lavoro utile {\displaystyle L_{u}} rappresenta il lavoro utile e lavoro motore {\displaystyle L_{m}}:
quando questo venga definito come perdita di rendimento, ovvero il rapporto tra il lavoro passivo {\displaystyle L_{p}} ed il lavoro motore {\displaystyle L_{m}}:
Minimizzando le perdite per le resistenze passive si massimizza il rendimento ottenibile dalla macchina.

### Tipi di attrito
Se il contatto avviene direttamente, in assenza di intermediari, l'attrito è definito diretto.
Quando al contatto tra i membri viene interposto del materiale lubrificante (spesso liquido o solido come la grafite), l'attrito è definito mediato.

Al di sotto di certi spessori di lubrificante, si entra in un caso intermedio di attrito, definito untuoso o attrito limite.

Se il contatto tra i due membri del sistema è di puro rotolamento allora l'attrito è definito volvente o di rotolamento, quando il contatto invece, sia di strisciamento, l'attrito è per strisciamento o radente.

Nei contatti di prillamento l'attrito è definito attrito di giro.
In presenza di urti, l'attrito è misto.